# Сонсонате (департамент)
Сонсонате (исп. Sonsonate) — один из 14 департаментов Сальвадора. Находится в западной части страны. Граничит с департаментами Ауачапан, Санта-Ана, Ла-Либертад. С юга омывается Тихим океаном. Образован 12 июня 1824 года. Площадь — 1225 км². Население — 438 960 чел. (2007). Административный центр — город Сонсонате. Город был второй столицей Соединённых Провинций Центральной Америки в 1834 году.

## Население
Департамент остаётся центром культуры индейского народа пипили, однако лишь немногие пипили в настоящее время говорят на языке науат и сохраняют традиционную культуру — они живут в основном в юго-западных горах около границы с Гватемалой.

## Муниципалитеты
1. Акахутла
2. Армения
3. Исалько
4. Калуко
5. Киснауат
6. Науисалко
7. Наулинго
8. Салкоатитан
9. Сан-Антонио-дель-Монте
10. Сан-Хулиан
11. Санта-Исабель-Ишуатан
12. Санта-Катарина-Мэзэхуэт
13. Санто-Доминго-де-Гузман
14. Сонсакате
15. Сонсонате
16. Хуахуа

## Экономика
Благодаря чрезвычайно плодородной вулканической почве и достаточно влажному климату основу экономики департамента составляет сельское хозяйство. На его территории культивируется кофе, хлопок, сахар, фрукты и другие культуры. Также процветает кустарное производство предметов бытового обихода.

## Галерея

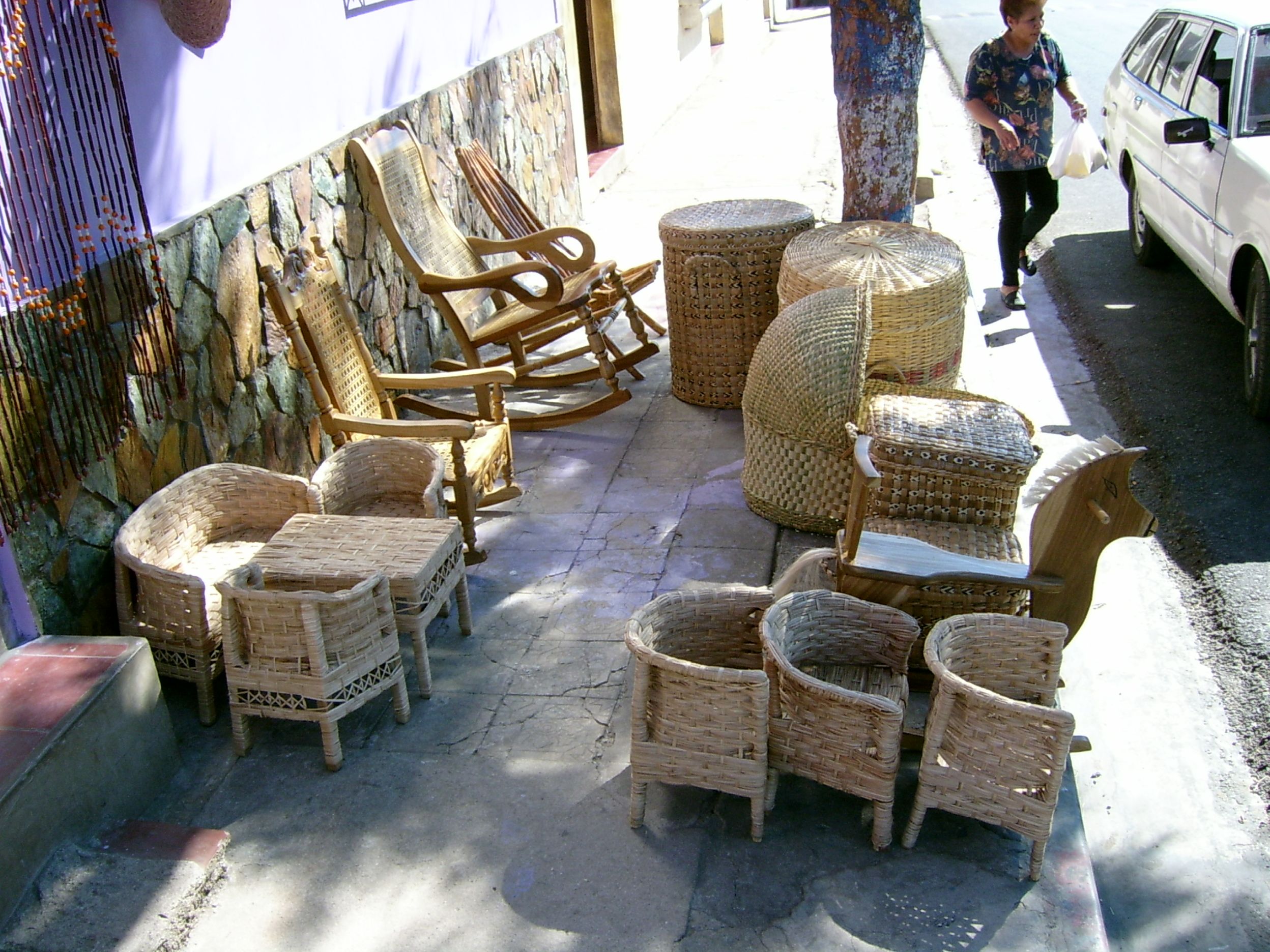
Торговля плетёной мебелью на улице Науисалко